# Emirates Global Aluminium
Emirates Global Aluminium (EGA) es un conglomerado de empresas especializado en la producción de aluminio, propiedad a partes iguales de Mubadala Development Company de Abu Dabi y de Investment Corporation de Dubái. EGA tiene además intereses en la fundición de bauxita y aluminio primario.

## Historia
En 1975, la compañía Dubai Aluminium (DUBAL) fue fundada como la primera empresa de producción de aluminio de los Emiratos Árabes Unidos. La compañía estableció su base en la ciudad portuaria de Jebel Ali y cuatro años después inició la producción. En 2007 fue fundada Emirates Aluminium (EMAL), y seis años después ambas compañías se fusionaron para formar Emirates Global Aluminium (EGA).

## Descripción
Los principales activos operativos de EGA son Dubai Aluminium (DUBAL) y Emirates Aluminium (EMAL), cuya producción combinada es de 2,34 millones de toneladas anuales. La operación de DUBAL en Jebel Ali -que comprende una fundición de 1 millón de toneladas por año, una central eléctrica de 2.350 MW y otras instalaciones- es una de las mayores fundiciones de aluminio primario de un solo emplazamiento del mundo. La operación de EMAL en Al Taweelah -que comprende una fundición de 1,3 millones de toneladas por año, una central eléctrica de 3100 MW y otras instalaciones- es el mayor productor mundial de aluminio primario que opera en un solo lugar. En 2020, la compañía anunció que establecería una planta de producción en Colombia.